# Venomous Concept
Venomous Concept is een Amerikaanse hardcore punkband, die in 2004 werd geformeerd in Chicago. De bandleden waren of zijn lid van andere bands zoals Napalm Death, Brutal Truth, Stormtroopers of Death, Anthrax, Nuclear Assault, Lock Up en The Melvins. De naam van de band komt van de hardcore punkband Poison Idea.

## Bezetting
Huidige bezetting
- Shane Embury[3] (e-basgitaar, tot 2006, e-gitaar (sinds 2006))
- Danny Herrera[4] (drums)
- Kevin Sharp[5] (zang)
- Dan Lilker[6] (e-basgitaar, sinds 2007)

Voormalige leden
- Buzz Osborne[7] (e-gitaar, tot 2006)

## Geschiedenis
De echte geschiedenis van de band gaat terug tot 1989, toen bassist Shane Embury en zanger Kevin Sharp elkaar ontmoetten in New York tijdens een Napalm Death-concert in de CBGB en vanaf dat moment vrienden werden. In februari 2004 ontmoetten ze elkaar opnieuw op The Art of Noise Tour met Napalm Death, Nile, Strapping Young Lad, Dark Tranquillity en The Berzerker. Ze besloten de band Venomous Concept op te richten. Buzz Osborne werd gitarist, drummer werd Danny Herrera. In 2004 brachten ze hun debuutalbum Retroactive Abortion uit bij Mike Patton's label Ipecac Recordings.
Er volgde een optreden in The Double Door in Chicago. In 2007 verliet gitarist Osborne de band, omdat hij zich moest wijden aan zijn andere band The Melvins. Bassist Embury nam het over als gitarist terwijl Danny Lilker de nieuwe bassist van de band werd. De band keerde daarna terug naar de studio om het volgende album Poisoned Apple op te nemen, dat bij Century Media werd uitgebracht.

## Discografie
- 2004: Retroactive Abortion (album, Ipecac Recordings)
- 2006: Making Friends Vol. 1 (split-album met 324, HG Fact)
- 2008: Blood Duster / Venomous Concept (split-album met Blood Duster, Missing Link)
- 2008: Poisoned Apple (album, Century Media)
- 2016: Kick Me Silly VCIII (album, Season of Mist)